# 苏梅拉
苏梅拉是法国滨海夏朗德省的一个市镇，位于该省南部偏东，属于容扎克区。该市镇总面积6.26平方公里，2009年时的人口为363人。

## 人口
苏梅拉（Souméras）人口变化图示